# Margarida Sans i Jordi

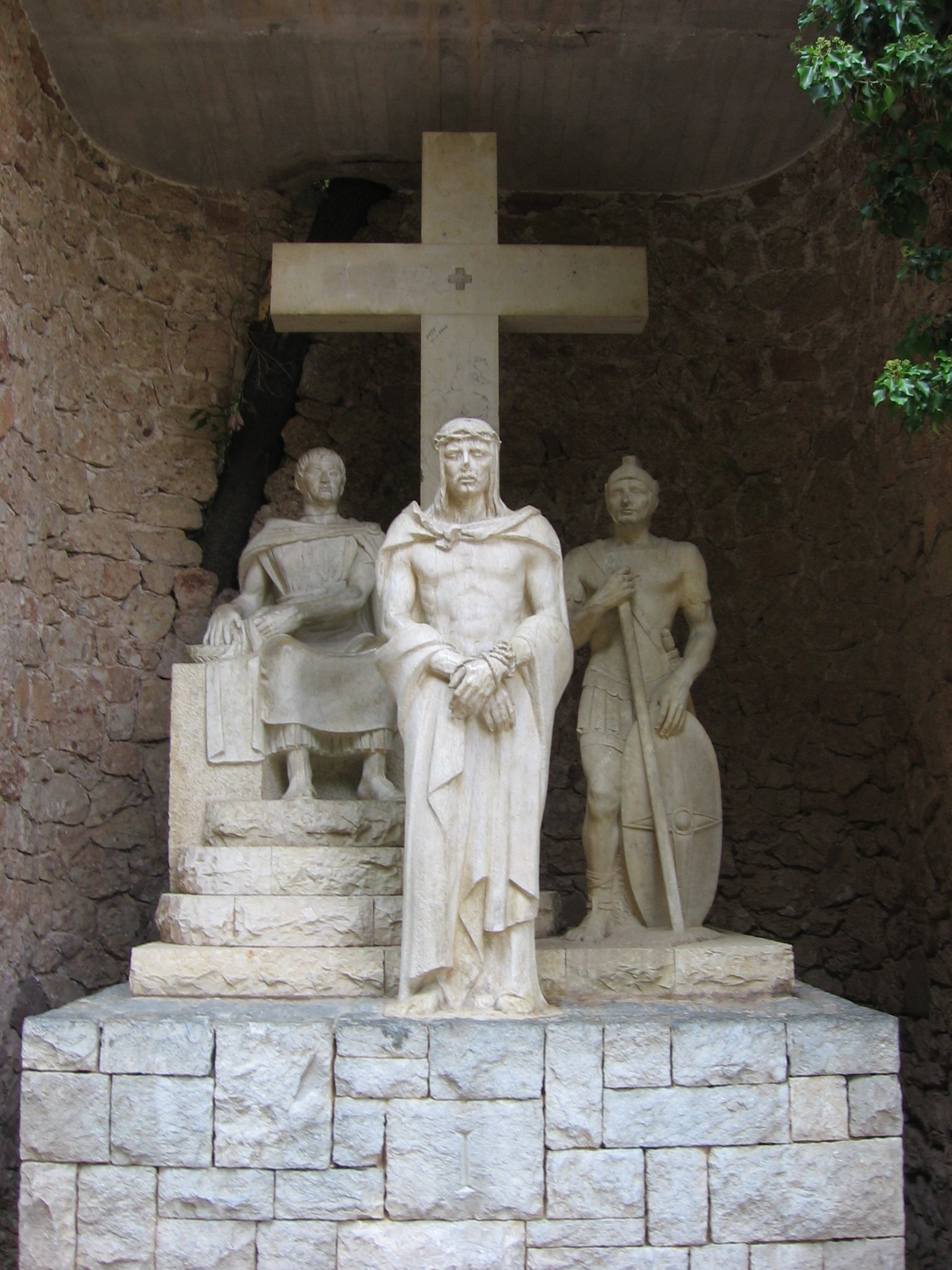
Jesús es condenado a muerte, estación del vía crucis de Montserrat, obra de Margarida Sans

Margarida Sans y Jordi (Barcelona, 1911- Barcelona, 25 de junio de 2006) fue una escultora catalana activa entre las décadas de 1930 y 1960. Sus esculturas obtuvieron diversos galardones en certámenes españoles y recibió la distinción de Chevalier de la Orden de las Artes y las Letras de Francia.

## Biografía
Margarita Sans y Jordi nació en una familia acomodada, donde la cultura tenía un papel destacado. Era la segunda de las tres hijas que tuvieron Elisa Jordi Milanés, de origen cubano, y Joan Sans Ferrer, terrateniente de Sitges. La familia vivía entre Barcelona y la masía de Sitges, dedicada principalmente al cultivo de la viña.
En su adolescencia ya moldeaba el barro y cortaba pequeñas figuras de madera y motivos decorativos en cajas. Primero lo hacía con herramientas domésticas, hasta que un primo suyo le regaló unas gubias. Aprendió a usar herramientas específicas para esculpir con el escultor Ángel Ferrant. Más adelante, estudió con Josep Llimona. Sans fue su alumna preferida y su sucesora, según el propio artista, quien dijo: «Ella dice que es discípula mía, pero yo creo que es discípula de ella, porque como la verán por sus obras, son exactamente de sí misma […] al ser muy modesta, cree que todo lo bueno que puede tener se debe a mi enseñanza…».
Con veintiún años, en 1932, realizó su primera exposición individual en Barcelona,en las Galerías Layetanas, donde expuso de nuevo en 1934. En dos ocasiones participó en la Exposición de Primavera, Salón de Barcelona, que organizaba la Junta Municipal de Exposiciones de Arte de Barcelona.  En 1933 presentó un torso de yesoy en 1934 una pieza hecha en mármol, llamada Retrato de niña.
Tras la muerte de Josep Llimona, acaecida en 1934, y gracias a una beca de estudios, viajó durante cinco años por Europa (Londres, Bruselas, Italia, Francia, Grecia) y Asia Menor, hecho que le permitió conocer la obra de otros escultores y otras culturas. En 1935 expuso en el Salón Vilches de Madrid algunas esculturas de materiales diversos (mármol, madera, bronce, alabastro). Recibió críticas muy elogiosas por estas esculturas en medios destacados de la época, como la Revista de Estudios Hispánicos, Época, Ahora o La Nación. El diario Ara le dedicó una página completa.
En 1935 y 1936, fue pensionada por la Casa Velázquez. En 1936 obtuvo en Madrid una beca Conde de Cartagena, y se trasladó a París, donde recibió clases del escultor Charles Despiau y, más adelante, de Mariano Benlliure.
Colaboró con Josep Maria Sert en el Pabellón Pontifical de la Exposición Internacional de París de 1937 y participó en diversas exposiciones colectivas en el museo Jeu de Paume y en la Académie des Beaux Arts.
Terminada la Guerra Civil, trabajó durante dos años para la Fábrica de Loza de San Claudio, en Oviedo, diseñando una nueva colección de objetos. En 1941 participó en la Exposición Nacional de Bellas Artes de Madrid, donde presentó una escultura en mármol titulada Reposo y una escultura de grupo en bronce. Asimismo participa en la Exposición Nacional de Bellas Artes de Barcelona de 1942, con un desnudo y la obra titulada Primavera. En 1943 participa en la de Madrid con un torso y una cabeza de chica en yeso, y, en 1948, lo hace con la obra titulada Madona.
Participó en muchas exposiciones colectivas en Barcelona, Oviedo, Madrid y París. Su prestigio llegó a ser tan alto que obtuvo el Premio Nacional de Escultura Conde de Cartagena concedido por la Real Academia de Bellas Artes de San Fernando. También recibió otras distinciones, entre las que destacan la tercera medalla en la Exposición Nacional de Barcelona en 1944, así como la condecoración del estado francés como Chevalier de la Orden de las Artes y las Letras.
Consta entre los participantes de la Exposición Nacional de Bellas Artes que se celebró en Barcelona en 1960, en la que presentó un desnudo.
Poco antes de su fallecimiento, se organiza una exposición homenaje en Sitges, en la sede del Grupo de Estudios Sitgetans.

## Obra
Hizo muchos bustos, desnudos femeninos y figuras de temática religiosa que a menudo le llegaban por encargo. En 1942 realizó las figuras del Abad Oliva y de Sant Benet, destinadas a presidir la Sala Capitular del Monasterio de Montserrat. En 1954, realizará para el Monasterio, el conjunto monumental del Viacrucis. Igualmente, esculpió dos tallas para el asilo de Convalecientes de Madrid, y un grupo escultórico para un cementerio de la misma ciudad. En 1956 esculpió el misterio Jesús en el camino de la amargura, que participa en la procesión del Viernes Santo de Sitges.
Los trabajos de Sans muestran una clara influencia Llimoniana. Podría decirse que sus esculturas son el resultado de una síntesis o esquematización del estilo de su maestro.
Se conservan obras de Margarida Sans en el Museo Nacional de Arte de Cataluña, en el Museo Europeo de Arte Moderno de Barcelona y en el Museo de Bellas Artes de Asturias,así como en colecciones de Nueva York y París.